# Le Péril Jaune
Le péril jaune è il secondo album del gruppo musicale francese Indochine, pubblicato alla fine del 1983.
Vende all'uscita più 225 000 copie.

## Il disco
Sulla linea del primo album anche Le péril jaune è caratterizzato da toni esotici. Il tema è l'estremo oriente. Infatti sulla copertina c'è il disegno di una geisha (immagine che diventa uno dei loghi del gruppo e simbolo del tour del 1984),e la prima traccia introduce l'ascoltatore direttamente nella terra d'oriente.
L'album fu registrato a Londra sotto la pressione della casa discografica che, volendo cavalcare il successo dell'album d'esordio, ha spinto la band a terminare l'album prima della fine del 1983.
Le melodie si fanno più pop, e i testi di Nicola evocano ancora immagini oniriche di paesi lontani, esotici, dai colori vivaci e dai profumi d'oriente. Molti sono i riferimenti al cinema degli anni '50, come nel brano Razzia, ispirato al film francese del 1955 Razzia sur la chnouf.
Il successo ottenuto da questo album posiziona stabilmente la band nel panorama musicale francese.
Vende molto bene anche in Belgio, Svizzera, Canada, Germania e in Svezia dove vende 50 000 copie.

## Tracce
Testi di Nicola Sirkis, musiche di Dominique Nicolas.
1. Le peril jaune – 0:48 (musica: Nicola Sirkis)
2. La seccheresse du Mekong – 3:28 (testo: Nicola Sirkis – musica: Dominique Nicolas)
3. Razzia – 2:38 (testo: Nicola Sirkis – musica: Dominique Nicolas)
4. Pavillon rouge – 3:08 (testo: Nicola Sirkis – musica: Dominique Nicolas)
5. Okinawa – 4:53 (testo: Nicola Sirkis – musica: Dominique Nicolas)
6. Tankin – 2:11 (musica: Dominique Nicolas)
7. Miss paramount – 3:00 (testo: Nicola Sirkis – musica: Dominique Nicolas)
8. Shanghai – 2:40 (testo: Nicola Sirkis – musica: Dominique Nicolas)
9. Kao-bang – 5:29 (testo: Nicola Sirkis – musica: Dominique Nicolas)
10. A l'est de Java – 5:03 (testo: Nicola Sirkis – musica: Dominique Nicolas)
11. Le peril jaune – 1:31 (musica: Nicola Sirkis)

## Singoli
- Miss Paramount (uscito il novembre 1983)
- Kao Bang (uscito nel maggio 1984)

## Formazione
- Nicola Sirkis
- Dominique Nicolas
- Stéphane Sirkis
- Dimitri Bodianski